# Guido delle Colonne
Guido delle Colonne (Reggio Calabria o Messina, 1210 circa – 1287 circa) è stato un poeta della scuola siciliana, di professione giudice a Messina.

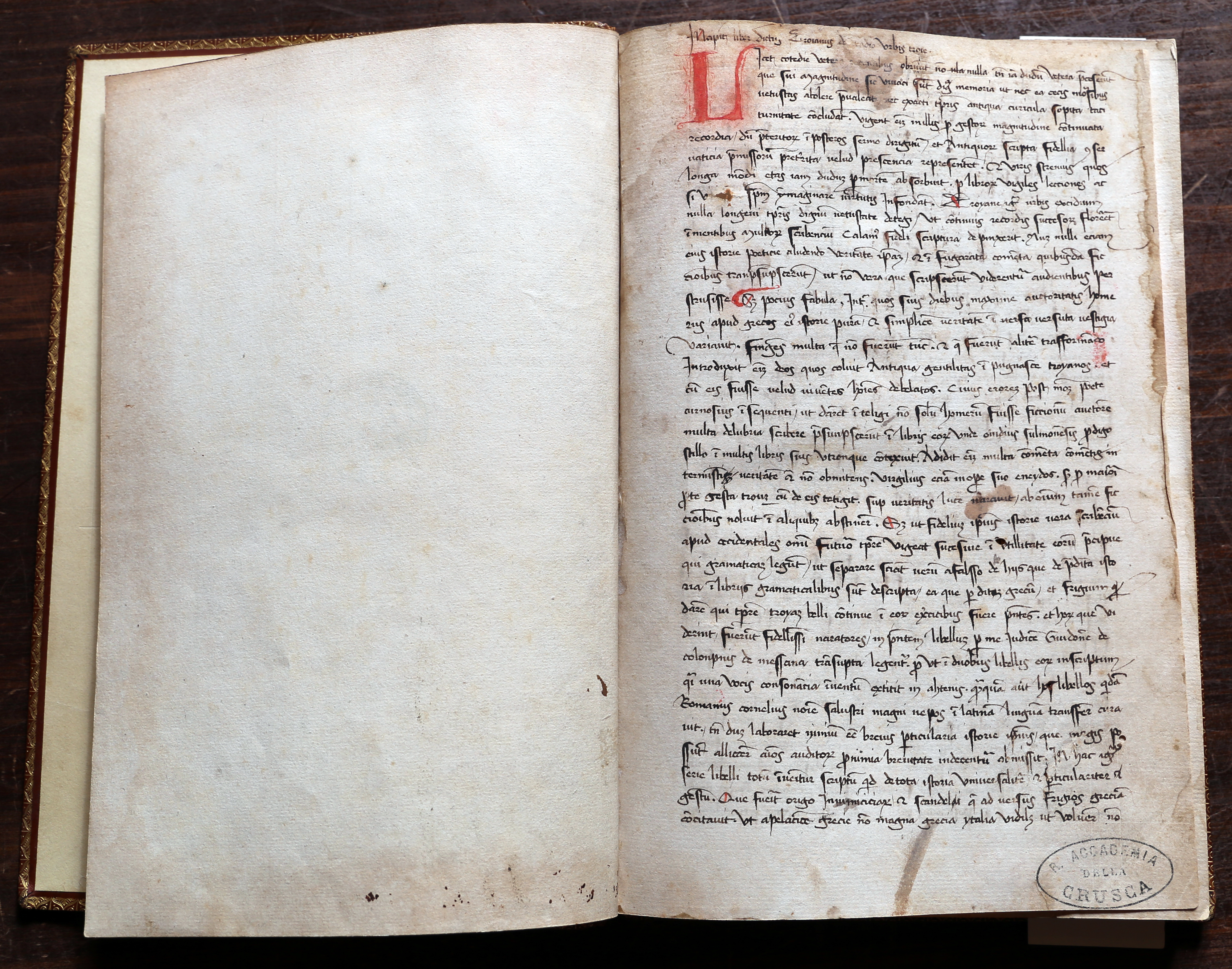
Manoscritto del XIV secolo del De excidio Trojae (Historia destructionis Troiae), biblioteca dell'Accademia della Crusca

Ci rimangono cinque canzoni: La mia gran pena e lo gravoso afanno, incentrata sulla felicità per una relazione amorosa risolta con successo dopo varie tribolazioni; Gioiosamente canto, nella quale l'autore manifesta la soddisfazione per un amore contraccambiato; La mia vit'è si fort'e dura e fera, con l'invocazione di benevolenza e di perdono da parte dell'amante sofferente; Amor, che lungiamente m'ài menato, basata sulla grandezza, non priva di dolore, dell'amore, elogiata da Dante nel De Vulgari Eloquentia II, vi, 5., con la definizione di «cantiones illustres»; Ancor che l'aigua per lo foco lassi che, citata da Dante sempre nel De Vulgari Eloquentia II, vi, 6., come una «suprema constructio», è conservata nel manoscritto Laurenziano Rediano 9 e parzialmente nel Palatino 418.

## Biografia
Della sua vita, come per molti altri esponenti della scuola siciliana, non rimangono che poche tracce documentarie che ne collocano l'attività dal 1243 al 1280. Partì per l'Inghilterra per visitare re Edoardo I e fu giudice a Messina dal 1257 al 1280.
Poiché gli viene anche attribuita la Historia destructionis Troiae commissionata da Matteo della Porta, vescovo di Salerno, liberamente tradotta dal Roman de Troie, risulta ancora attestato nel 1287, anno del completamento dell'opera. Questa opera riscosse un grande consenso e venne tradotta sia in lingua italiana sia in lingue straniere. Alla Bibliotheca Bodmeriana di Cologny, in Svizzera, ne esiste un celebre manoscritto miniato da Giustino da Forlì.
È considerato dagli storici della letteratura uno dei pionieri della poesia siciliana.
La stima di Dante era dovuta sia all'esemplare schema metrico, sia alla raffinatezza delle rime, delle metafore e della costruzione sintattica.
In più, Guido delle Colonne, aprì la strada ai letterati bolognesi, con le sue citazioni scientifiche e filosofiche, poste in relazione con le tematiche amorose, superando così le tradizionali applicazioni delle consuetudini "cortesi".